# Rąbczyn (gromada)
Rąbczyn – dawna gromada, czyli najmniejsza jednostka podziału terytorialnego Polskiej Rzeczypospolitej Ludowej w latach 1954–1972.
Gromady, z gromadzkimi radami narodowymi (GRN) jako organami władzy najniższego stopnia na wsi, funkcjonowały od reformy reorganizującej administrację wiejską przeprowadzonej jesienią 1954 do momentu ich zniesienia z dniem 1 stycznia 1973, tym samym wypierając organizację gminną w latach 1954–1972.
Gromadę Rąbczyn z siedzibą GRN w Rąbczynie utworzono – jako jedną z 8759 gromad na obszarze Polski – w powiecie wągrowieckim w woj. poznańskim, na mocy uchwały nr 40/54 WRN w Poznaniu z dnia 5 października 1954. W skład jednostki weszły obszary dotychczasowych gromad Mirkowice i Żabiczyn ze zniesionej gminy Mieścisko oraz Rgielsko i Rąbczyn ze zniesionej gminy Wągrowiec-Północ w tymże powiecie. Dla gromady ustalono 16 członków gromadzkiej rady narodowej.
1 stycznia 1959 z gromady Rąbczyn wyłączono miejscowości Mirkowice, Mirkowiczki i Żabiczyn, włączając je do gromady Mieścisko w tymże powiecie, po czym gromadę Rąbczyn zniesiono, a jej (pozostały) obszar włączono do nowo utworzonej gromady Wągrowiec-Północ tamże.